# Литориново море
Литориново море е соленоводен басейн, простирал се на мястото на съвременното Балтийско море преди 4000 – 7500 години. То представлява един от стадиите на формиране на Балтийско море. Съществува в продължение на около 2500 години, като заема най-голямата си площ преди около 6500 години.

## Древни водоеми
Преди 12 000 – 13 000 години на мястото на съвременното Балтийско море се простирало Йолдиево море, което било солено само в днешните Северна Балтика и Финския залив. Южните му части останали пресноводни, а самото то не просъществувало дълго. Във връзка с повдигането на Феноскандинавия, която бавно се освобождавала от дебелите ледове, и пълното затваряне на Средно Шведския пролив, постепенно морето се превърнало в голямо езеро, наречено Анцилово. Процесът достигнал максимума си преди 8200 – 8400 години, след което нивото на езерото отново започнало да превишава океанското. Началната фаза на Атлантическата трансгресия в Балтика се забелязват в Естония, Швеция и Финландия. На мястото на Анциловото езеро се формира морето Мастоглоя.

## Формиране на Литориново море
Преди около 7500 години в резултат на понижаване на сушата Ютландският полуостров се отделя от Южна Швеция и се образуват проливите Голям и Малък Белт. Водите от Северно море нахлуват в басейна на Мастоглоя, заемащо мястото на Балтийско море в началото на Холоцена и го превръщат в море, което покрива значителни части от днешните Швеция и Финландия. То получава името Литориново по названието на европейските ядивни морски охлюви Littorina littorea, които обитават крайбрежните му райони в силно опреснените води. По наличието на техните черупки се определя възрастта на наслагванията от онова време.
Литориново море е заемало по-голяма площ от днешното Балтийско море. Вдавало се е в сушата с тесни проливи към низината на днешната река Нева. Нивото му е било със 7 до 9 метра по-високо от съвременното. Ладожкото езеро е представлявало само залив, който се е съединявал с него с широк пролив на север от Карелския провлак.

## Флора и фауна
Растителността и животинският свят в басейна на Литориново море се приближават до съвременните растения и животни на Скандинавия, Финландия, Карелия и Колския полуостров. Крайният север на този регион се заема от тундра и лесотундра. На юг са разположени хвойнови и смесени гори. Зоната на тундрата и лесотундрата се обитава от северен елен, полярна лисица, леминг, росомаха, лос, мечка. Птиците са представени от бяла яребица и полярна сова. В областта на горите се въдят лосове, дива свиня, кафява мечка, бобър, язовец, заек, а вълкът е разпространен повсеместно.

## Формиране на Балтийско море
Преди около 4000 години протичат два важни процеса – повишава се нивото на Скандинавския полуостров и Северозападните части на съвременна Русия и започва захлаждане на климата по цялото земно кълбо. В резултат на климатичните промени огромният скандинавски ледник спира да се топи, част от валежите, падащи във високопланинските райони и приполярните континентални области не се връщат в океана и започват да попълват вечните снегове и ледове. Поради това постъплението на води в океана намалява, което води и до понижаване на неговото ниво.
В резултат на повдигането на сушата и отдръпване на океана Литориново море започва да намалява обема и нивото си. Като следствие от тази регресия се образува древното Балтийско море, с ниво 4 до 6 метра по-високо от съвременното. Повдигането на сушата става неравномерно. Северната част на Ладожкото езеро се намира в област с по-бързо издигане на земната кора, отколкото южната. Вследствие на това протокът на север от Карелския провлак постепенно се запълва и водата се оттича от него. Ладога, която дотогава е била част от Литориново море, сега се превръща в самостоятелно езеро и започва да се препълва. Водите му заливат значителна част от сушата по южното крайбрежие, унищожавайки растителност и жилища. Водите на езерото се повдигат на 17 – 18 метра над световния океан и намирайки нов път започват да се оттичат между водоразделите, образувайки река Нева. По някои данни по същия начин се образува и Чудско-Псковското езеро, чиито води се оттичат през река Нарва. На мястото на Литориново море остават Балтийско море и няколко големи езера.